# Chlum (Králický Sněžník)
Chlum (německy Bodenkoppe) je hora v Podbělském hřbetu pohoří Králický Sněžník. Nadmořská výška je 1119 m n. m. Vrchol leží už v Olomouckém kraji, ale těsně za hranicí s Pardubickým krajem, západní svah náleží už do Pardubického kraje. Hora se nachází na jižním konci hřbetu, jižně od hor Podbělka a Slamník. Směrem k jihu až jihozápadu hřeben nadále klesá, západní a východní svahy hory jsou ještě strmější. Hora je převážně zalesněna, místy jsou rozsáhlé imisní holiny.

## Hydrologie
Ze svahů hory odtéká voda do přítoků Moravy, hlavně do Mlýnského potoka a Malé Moravy.

## Ochrana přírody
Oblast vrcholu hory leží mimo NPR Králický Sněžník a EVL Králický Sněžník, ale je součástí Ptačí oblasti Králický Sněžník.

## Tisícovka?
Chlum není podle kritérií projektu Tisícovky Čech, Moravy a Slezska tisícovkou, ale jen spočinkem Slamníku, protože má velmi malé převýšení od společného sedla (< 5 m).